# ラグナ州
ラグナ州 (ラグナしゅう、Province of Laguna) は、フィリピン北部ルソン島中部にある州で、カラバルソン地方に属している。州都はサンタクルス（Santa Cruz）（パグサンハン（Pagsanjan）から移転した）。面積は1,759.7km2、人口は6番目に多い3,035,081人（2015年）。

## 名称
ラグナという地名はスペイン語のラゴ（Lago）、英語のレイク（Lake）＝湖からきている。

## 地理
北西にメトロ・マニラ（マニラ首都圏）、西にカヴィテ州、南西にバタンガス州、南から東にかけてケソン州、北にリサール州と接し、北部一面にフィリピン最大の湖バエ湖を臨む。

## 歴史

### 米比戦争
1900年9月17日、マビタックの戦い

## 政治
フィリピン独立の英雄であるホセ・リサールは、リサール州ではなく、ここラグナ州が生誕の地である。
現職の知事はラミル•ヘルナンデス 、副知事はカゼリン•アガパイ。

## 主な自治体
- サンタクルス（Santa Cruz）
- パグサンハン（Pagsanjan、滝で有名な観光地）
- ナッカルラン（Nagcarlan、地下墓地で有名）
- ロスバニョス（Los Baños）
- パエテ（Paete、木彫の店が多い）
- パーキル（Pakil）
- カラヤアン（Kalayaan）
- マグダレーナ（Magdalena）
- ファミー（Famy）（英語版）
- カビンティ（Cavinti）
- リサール（Rizal、リサール州とは無関係）
- サンペドロ（San Pedro）
- カブヤオ（Cabuyao、ネスレの工場がある）
- サンタローサ（英語版）（Santa Rosa、遊園地がある）
- ビニャン（Binan）
- ルイシアナ（Luisiana）
- シニロアン（Siniloan）
- バエ（Bay、『ベイ』とは読まない）
- カラワン（Calauan）
- リリウ（Liliw、履物店が軒を連ねている）
- カランバ（英語版）（Calamba、ホセ・リサールの出身地）
- サンパブロ（San Pablo）
- ルンバン（Lumbang）
- マビタック（英語版）（Mabitac）
- マハイハイ（Majayjay）
- ビクトリア（Victoria）
- ピーラ（Pila）

## 著名な出身者
- 荒篤山太郎（大相撲力士）